# 모테쿠소마 일위카미나

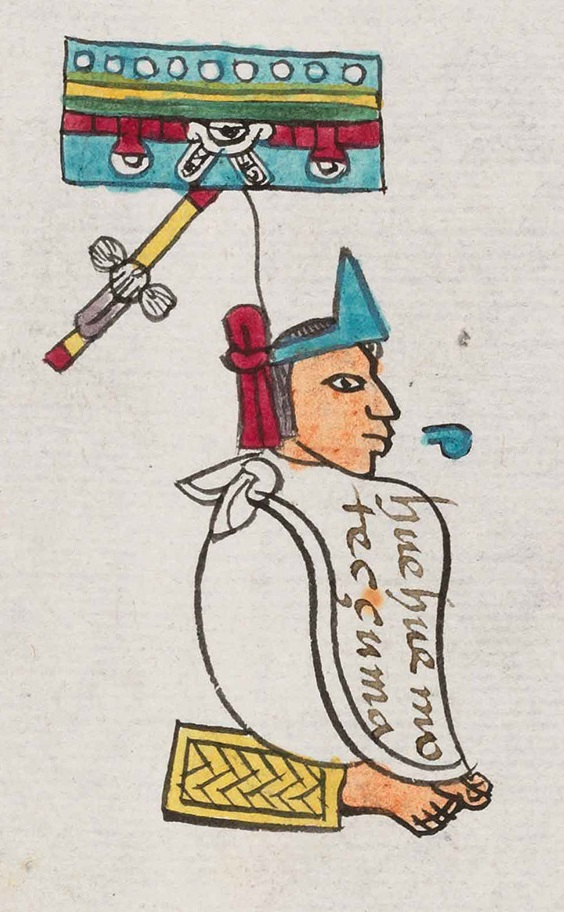
모테쿠소마 일위카미나

모테쿠소마 일위카미나(나와틀어: Motēuczōma Ilhuicamīna [moteːkʷˈsoːma ilwikaˈmiːna], 스페인어: Moctezuma I 목테수마 1세[*])는 아즈텍 제국의 두 번째 군주이자 테노치티틀란의 다섯 번째 틀라토아니이다.
그의 재위 기간 동안 아즈텍 제국은 유례없는 확장을 계속해 나갔으며, 자체적인 국가 운영 시스템을 굳혔다. 이 때부터 삼각 동맹에서 테노치티틀란의 지위가 가장 독보적으로 향상되게 되었다. 그는 1440년부터 1453년까지 재위하였는데, 그의 통치 기간 동안 아즈텍 제국은 공고한 지배 구조의 기반을 굳혔고, 이는 후에 스페인인들이 제국을 침략하기 전까지 아즈텍 제국이 굳건하게 버틸 수 있는 원동력이 되어주었다.